# Adinarthrella inconspicua
Adinarthrella inconspicua är en nattsländeart som beskrevs av Martin E. Mosely 1941. Adinarthrella inconspicua ingår i släktet Adinarthrella och familjen kantrörsnattsländor. Inga underarter finns listade i Catalogue of Life.